# Xã Lake Ida, Quận Norman, Minnesota
Xã Lake Ida (tiếng Anh: Lake Ida Township) là một xã thuộc quận Norman, tiểu bang Minnesota, Hoa Kỳ. Năm 2010, dân số của xã này là 160 người.